# Lorenzo Davids
Lorenzo Davids (Paramaribo, Surinam, 4 de septiembre de 1986) es un futbolista neerlandés de origen surinamés. Juega de mediocampista y actualmente se encuentra sin equipo. A nivel familiar, es primo del exfutbolista internacional neerlandés Edgar Davids.

## Selección nacional
Ha sido internacional con la Selección de fútbol de los Países Bajos Sub-21.

## Clubes
| Club             | País         | Año       |
| ---------------- | ------------ | --------- |
| Feyenoord        | Países Bajos | 2006-2007 |
| NEC Nijmegen     | Países Bajos | 2007-2011 |
| F. C. Augsburgo  | Alemania     | 2011-2012 |
| AFC Bournemouth. | Inglaterra   | 2012-2013 |
| Randers FC       | Dinamarca    | 2013-2015 |
| SCH Hees         | Países Bajos | 2015-2016 |